# В прямом эфире (фильм)
«В прямом эфире» (англ. Late Night) — американская комедийная драма 2019 года, снятая режиссёром Нишей Ганатра по сценарию Минди Калинг. В главных ролях — Эмма Томпсон и Минди Калинг.

## Сюжет
Кэтрин Ньюбери — легендарная ведущая ночного ток-шоу с многолетней карьерой в комедии, но в последнее время рейтинги её шоу неуклонно снижаются. Президент сети, Кэролайн Мортон, говорит Кэтрин, что, если она не изменит концепцию шоу, то она её уволит. Чтобы сохранить работу, Кэтрин решает всерьёз взяться за обновление своей команды. По ходу первого совещания креативного штаба выясняется, что Кэтрин совершенно не знает своих людей, раздавая им номера вместо имён и вспоминая сотрудников, которые давно умерли или уволены.
Вскоре в команду приходит Молли Патель, которая до этого работала на химическом заводе. Вначале Молли было трудно доказать свою ценность, поскольку коллеги считают, что её взяли на работу ввиду политкорректности — ведь она «цветная» мать-одиночка. Однако Молли со своей бесцеремонностью и непосредственностью завоевывает симпатию Кэтрин и коллег.
Кэтрин узнаёт, что Кэролайн на её место хочет взять молодого популярного комика Дэниела Теннанта. Ввиду угрозы увольнения Кэтрин решает радикально изменить формат своих шуток и откровенно говорить со сцены о том, что беспокоит её лично. Постепенно рейтинги шоу начинают расти. Тем не менее руководство сети заставляет Кэтрин представить Дэниела как нового ведущего своего шоу. Кэтрин поначалу соглашается, но затем в прямом эфире отказывается уходить, а Дэниел вынужден принять этот факт.
Электронное письмо от одного из писателей, Чарли, в котором говорится о его романе с Кэтрин в то время, когда у её мужа, Уолтера, была диагностирована болезнь Паркинсона, просочилось в сеть. Коллеги по цеху тут же воспользовались этим и высмеяли Кэтрин. После откровенного разговора с Молли Кэтрин увольняет её.
В конце концов, Кэтрин налаживает отношения с Уолтером и с другими писателями. Затем она признаётся в своём романе перед зрителями, но её искренность и страсть к шоу убеждают Кэролайн позволить ей остаться.
Позже Кэтрин извиняется перед Молли и нанимает её обратно.
Год спустя шоу продолжает разносторонне развиваться.

## Актёрский состав
- Эмма Томпсон — Кэтрин Ньюбери
- Минди Калинг — Молли Патель
- Хью Дэнси — Чарли Фейн
- Рид Скотт — Том Кэмпбелл
- Эми Райан — Кэролайн Мортон
- Джон Литгоу — Уолтер Ловелл
- Денис О’Хэр — Брэд
- Макс Казелла — Бёрдитт
- Пол Уолтер Хаузер — Манкузо
- Джон Эрли — Рейнольдс
- Мегалин Эчиканвоке — Робин
- Айк Баринхолц — Дэниел Теннант
- Аннали Эшфорд — Мими Мисматч
- Хелстон Сейдж — Зои Мартлин
- Марк Кадиш — Билли Кастнер
- Сет Майерс — в роли самого себя
- Билл Мар — в роли самого себя
- Джейк Таппер — в роли самого себя
- Мария Диззия — Джоан

## Производство
В сентябре 2016 года было объявлено, что 20th Century Fox купил права на проект, сценарий к которому написала Минди Калинг, которая также сыграет в нём главную роль вместе с Эммой Томпсон. В ноябре 2016 года Пол Фиг подписал контракт на постановку фильма, но из-за проблем в расписании его место заняла Ниша Ганатра. Съёмки начались 23 апреля 2018 года в Нью-Йорке.

## Прокат
25 января 2019 года с целью привлечения дистрибьюторов состоялся закрытый спецпоказ фильма на «Сандэнсе». В результате права на распространение фильма в США были приобретены компанией Amazon Studios за 13 миллионов долларов — это самая большая сумма, выплаченная за распространение фильма только в США.
Фильм был выпущен в США 7 июня 2019 года ограниченным прокатом в Лос-Анджелесе и Нью-Йорке, а через неделю фильм вышел в полный прокат. Компания Amazon Studios потратила 35 миллионов долларов на продвижение и рекламу фильма.

## Критика
Фильм получил положительные отзывы кинокритиков. На сайте Rotten Tomatoes фильм имеет рейтинг 80 % на основе 280 рецензий со средним баллом 6,8 из 10. На сайте Metacritic фильм имеет оценку 70 из 100 на основе 46 рецензий критиков, что соответствует статусу «в целом положительные отзывы». На сайте CinemaScore зрители дали фильму оценку B+ по шкале от A+ до F.

## Награды и номинации
| Год  | Награда            | Категория              | Номинант     | Результат |
| ---- | ------------------ | ---------------------- | ------------ | --------- |
| 2019 | Teen Choice Awards | Choice Summer: Фильм   | Ниша Ганатра | Номинация |
| 2019 | Teen Choice Awards | Choice Summer: Актриса | Минди Калинг | Номинация |